# Anopsicus debora
Anopsicus debora là một loài nhện trong họ Pholcidae. Loài này được phát hiện ở México.